# Néon solar
o Néon solar é um néon que tem sido feito no Sol e transmitido para a Terra por meio de íons no vento solar. Ele é distinto do néon halogênico (que é o néon criado de outros processos) por sua isótopocidade, desde então, o néon solar é criado diretamente da fusão nuclear que ocorre no sol, em vez de fissão nuclear planetária.